# Liga dos Campeões da AFC de 2023–24
A Liga dos Campeões da AFC de 2023–24 foi a 42ª edição do principal torneio de futebol de clubes da Ásia, organizado pela Confederação Asiática de Futebol (AFC).
Esta temporada foi a primeira a ter uma programação interanual de setembro (outono a primavera) em vez de uma programação intra-anual (primavera a outono) desde a temporada 2002–03.
Os vencedores do torneio se classificam  automaticamente para a Liga dos Campeões de Elite da AFC de 2024–25, entrando na fase de play-off de qualificação, caso ainda não tenham se classificado por meio de seu desempenho doméstico. O vencedor desta edição da Liga dos Campeões da AFC se classificou para a Copa Intercontinental da FIFA de 2024 e para o inaugural Mundial de Clubes FIFA de 2025, nos Estados Unidos.

## Calendário
O calendário para a competição é o seguinte.
| Fase            | Rodada             | Data do Sorteio        | Partida de Ida                  | Partida de Volta                |
| --------------- | ------------------ | ---------------------- | ------------------------------- | ------------------------------- |
| Fase preliminar | Preliminar 1       | sem sorteio            | 15–16 de agosto de 2023         | 15–16 de agosto de 2023         |
| Fase preliminar | Rodada de Play-off | sem sorteio            | 22 de agosto de 2023            | 22 de agosto de 2023            |
| Fase de grupos  | 1ª rodada          | 24 de agosto de 2023   | 18–20 de setembro de 2023       | 18–20 de setembro de 2023       |
| Fase de grupos  | 2ª rodada          | 24 de agosto de 2023   | 2–4 de outubro de 2023          | 2–4 de outubro de 2023          |
| Fase de grupos  | 3ª rodada          | 24 de agosto de 2023   | 23–25 de outubro de 2023        | 23–25 de outubro de 2023        |
| Fase de grupos  | 4ª rodada          | 24 de agosto de 2023   | 6–8 de novembro de 2023         | 6–8 de novembro de 2023         |
| Fase de grupos  | 5ª rodada          | 24 de agosto de 2023   | 27–29 de novembro de 2023       | 27–29 de novembro de 2023       |
| Fase de grupos  | 6ª rodada          | 24 de agosto de 2023   | 4–6 & 12–13 de dezembro de 2023 | 4–6 & 12–13 de dezembro de 2023 |
| Fase final      | Oitavas de final   | 21 de dezembro de 2023 | 12–14 de fevereiro de 2024      | 19–21 de fevereiro de 2024      |
| Fase final      | Quartas de final   | 21 de dezembro de 2023 | 4–6 de março de 2024            | 11–13 de março de 2024          |
| Fase final      | Semifinal          | 21 de dezembro de 2023 | 16–17 de abril de 2024          | 23–24 de abril de 2024          |
| Fase final      | Final              | 21 de dezembro de 2023 | 11 de maio de 2024              | 18 de maio de 2024              |

## Rodadas de qualificação

### Fase preliminar
| Equipe 1       | Resultado | Equipe 2          |
| -------------- | --------- | ----------------- |
| Shabab Al-Ahli | 3–0       | Al-Wehdat         |
| Sharjah        | 2–0       | Bashundhara Kings |
| AGMK           | 1–0       | Al-Seeb           |

| Equipe 1 | Resultado | Equipe 2    |
| -------- | --------- | ----------- |
| Rangers  | 1–4 (pro) | Haiphong    |
| Lee Man  | 5–1       | Bali United |

### Play-off
| Equipe 1  | Resultado | Equipe 2       |
| --------- | --------- | -------------- |
| Al-Nassr  | 4–2       | Shabab Al-Ahli |
| Tractor   | 1–3       | Sharjah        |
| Al-Arabi  | 0–1       | AGMK           |
| Al-Wakrah | 0–1 (pro) | Navbahor       |

| Equipe 1           | Resultado | Equipe 2         |
| ------------------ | --------- | ---------------- |
| Incheon United     | 3–1 (pro) | Haiphong         |
| Urawa Red Diamonds | 3–0       | Lee Man          |
| Zhejiang           | 1–0       | Port             |
| Shanghai Port      | 2–3       | BG Pathum United |

## Fase de grupos
O sorteio da fase de grupos foi realizado em 24 de agosto de 2023 na sede da AFC em Kuala Lumpur, Malásia. As 40 equipes foram sorteadas em dez grupos de quatro: cinco grupos cada na Ásia Ocidental (Grupos A – E) e na Ásia Oriental (Grupos F – J). Para cada região, as equipes foram distribuídas em quatro potes e sorteadas para as posições relevantes dentro de cada grupo, com base na classificação da sua federação e na sua classificação dentro da sua federação, tendo em consideração o equilíbrio técnico entre os grupos. Equipes da mesma associação não podem ser sorteadas no mesmo grupo.

### Grupo A
| Pos | Equipe    | Pts | J | V | E | D | GP | GC | SG | Classificado             |     | AIN | FAY | PAK | AHA |
| --- | --------- | --- | - | - | - | - | -- | -- | -- | ------------------------ | --- | --- | --- | --- | --- |
| 1   | Al Ain    | 15  | 6 | 5 | 0 | 1 | 17 | 9  | +8 | Avança para a Fase final |     | —   | 4–1 | 1–3 | 4–2 |
| 2   | Al-Fayha  | 9   | 6 | 3 | 0 | 3 | 12 | 10 | +2 | Avança para a Fase final |     | 2–3 | —   | 2–0 | 4–1 |
| 3   | Pakhtakor | 7   | 6 | 2 | 1 | 3 | 8  | 11 | −3 |                          |     | 0–3 | 3–1 | —   | 3–0 |
| 4   | Ahal      | 4   | 6 | 1 | 1 | 4 | 6  | 12 | −6 |                          | 1–2 | 1–0 | 1–1 | —   |     |

### Grupo B
| Pos | Equipe     | Pts | J | V | E | D | GP | GC | SG | Classificado             |     | NAS | SAD | SHA | FAI |
| --- | ---------- | --- | - | - | - | - | -- | -- | -- | ------------------------ | --- | --- | --- | --- | --- |
| 1   | Nasaf      | 11  | 6 | 3 | 2 | 1 | 10 | 6  | +4 | Avança para a Fase final |     | —   | 3–1 | 1–1 | 3–1 |
| 2   | Al-Sadd    | 8   | 6 | 2 | 2 | 2 | 11 | 7  | +4 |                          |     | 2–2 | —   | 0–0 | 6–0 |
| 3   | Sharjah    | 8   | 6 | 2 | 2 | 2 | 4  | 5  | −1 |                          | 1–0 | 0–2 | —   | 1–0 |     |
| 4   | Al-Faisaly | 6   | 6 | 2 | 0 | 4 | 5  | 12 | −7 |                          | 0–1 | 2–0 | 2–1 | —   |     |

1. 1 2  Classificado em pontos de confronto direto: Al Sadd 4, Sharjah 1.

### Grupo C
| Pos | Equipe            | Pts | J | V | E | D | GP | GC | SG  | Classificado             |     | ITT | SEP | QUW | AGM |
| --- | ----------------- | --- | - | - | - | - | -- | -- | --- | ------------------------ | --- | --- | --- | --- | --- |
| 1   | Al-Ittihad        | 15  | 6 | 5 | 0 | 1 | 11 | 4  | +7  | Avança para a Fase final |     | —   | 2–1 | 1–0 | 3–0 |
| 2   | Sepahan           | 10  | 6 | 3 | 1 | 2 | 16 | 8  | +8  | Avança para a Fase final |     | 0–3 | —   | 1–0 | 9–0 |
| 3   | Al Quwa Al Jawiya | 10  | 6 | 3 | 1 | 2 | 9  | 7  | +2  |                          |     | 2–0 | 2–2 | —   | 3–2 |
| 4   | AGMK              | 0   | 6 | 0 | 0 | 6 | 5  | 22 | −17 |                          | 1–2 | 1–3 | 1–2 | —   |     |

1. 1 2  Classificado em pontos de confronto direto: Sepahan 4, Al-Quwa Al-Jawiya 1.
2. ↑  A partida foi abandonada devido ao protesto da equipe visitante pela presença de uma escultura de Qasem Soleimani no relvado. A partida foi concedida com uma vitória por 3 a 0 para o Al-Ittihad devido à violação das regras por Sepahan.[6]

### Grupo D
| Pos | Equipe             | Pts | J | V | E | D | GP | GC | SG  | Classificado             |     | HIL | NAV | NAS | MUM |
| --- | ------------------ | --- | - | - | - | - | -- | -- | --- | ------------------------ | --- | --- | --- | --- | --- |
| 1   | Al-Hilal           | 16  | 6 | 5 | 1 | 0 | 16 | 2  | +14 | Avança para a Fase final |     | —   | 1–1 | 2–1 | 6–0 |
| 2   | Navbahor           | 13  | 6 | 4 | 1 | 1 | 11 | 6  | +5  | Avança para a Fase final |     | 0–2 | —   | 2–1 | 3–0 |
| 3   | Nassaji Mazandaran | 6   | 6 | 2 | 0 | 4 | 7  | 10 | −3  |                          |     | 0–3 | 1–3 | —   | 2–0 |
| 4   | Mumbai City        | 0   | 6 | 0 | 0 | 6 | 1  | 17 | −16 |                          | 0–2 | 1–2 | 0–2 | —   |     |

### Grupo E
| Pos | Equipe     | Pts | J | V | E | D | GP | GC | SG | Classificado             |     | NAS | PER | DUH | IST |
| --- | ---------- | --- | - | - | - | - | -- | -- | -- | ------------------------ | --- | --- | --- | --- | --- |
| 1   | Al-Nassr   | 14  | 6 | 4 | 2 | 0 | 13 | 7  | +6 | Avança para a Fase final |     | —   | 0–0 | 4–3 | 3–1 |
| 2   | Persepolis | 8   | 6 | 2 | 2 | 2 | 5  | 5  | 0  |                          |     | 0–2 | —   | 1–2 | 2–0 |
| 3   | Al-Duhail  | 5   | 6 | 1 | 2 | 3 | 8  | 9  | −1 |                          | 2–3 | 0–1 | —   | 2–0 |     |
| 4   | Istiklol   | 3   | 6 | 0 | 3 | 3 | 3  | 9  | −6 |                          | 1–1 | 1–1 | 0–0 | —   |     |

### Grupo F
| Pos | Equipe                 | Pts | J | V | E | D | GP | GC | SG | Classificado             |     | BAN | JEO | LCS | KIT |
| --- | ---------------------- | --- | - | - | - | - | -- | -- | -- | ------------------------ | --- | --- | --- | --- | --- |
| 1   | Bangkok United         | 13  | 6 | 4 | 1 | 1 | 9  | 8  | +1 | Avança para a Fase final |     | —   | 3–2 | 1–0 | 1–1 |
| 2   | Jeonbuk Hyundai Motors | 12  | 6 | 4 | 0 | 2 | 12 | 9  | +3 | Avança para a Fase final |     | 3–2 | —   | 3–0 | 2–1 |
| 3   | Lion City Sailors      | 6   | 6 | 2 | 0 | 4 | 5  | 9  | −4 |                          |     | 1–2 | 2–0 | —   | 1–2 |
| 4   | Kitchee                | 4   | 6 | 1 | 1 | 4 | 7  | 7  | 0  |                          | 0–2 | 1–2 | 1–2 | —   |     |

### Grupo G
| Pos | Equipe              | Pts | J | V | E | D | GP | GC | SG  | Classificado             |     | YOK | SHA | INC | KAY |
| --- | ------------------- | --- | - | - | - | - | -- | -- | --- | ------------------------ | --- | --- | --- | --- | --- |
| 1   | Yokohama F. Marinos | 12  | 6 | 4 | 0 | 2 | 11 | 7  | +4  | Avança para a Fase final |     | —   | 3–0 | 2–4 | 3–0 |
| 2   | Shandong Taishan    | 12  | 6 | 4 | 0 | 2 | 14 | 7  | +7  | Avança para a Fase final |     | 0–1 | —   | 3–1 | 6–1 |
| 3   | Incheon United      | 12  | 6 | 4 | 0 | 2 | 14 | 9  | +5  |                          |     | 2–1 | 0–2 | —   | 4–0 |
| 4   | Kaya–Iloilo         | 0   | 6 | 0 | 0 | 6 | 4  | 20 | −16 |                          | 1–2 | 1–3 | 1–3 | —   |     |

1. 1 2 3  Diferença de gols no connfronto direto: Yokohama F. Marinos +1, Shandong Taishan 0, Incheon United -1.

### Grupo H
| Pos | Equipe         | Pts | J | V | E | D | GP | GC | SG | Classificado             |     | VEN | MEL | ZHE | BUR |
| --- | -------------- | --- | - | - | - | - | -- | -- | -- | ------------------------ | --- | --- | --- | --- | --- |
| 1   | Ventforet Kofu | 11  | 6 | 3 | 2 | 1 | 11 | 8  | +3 | Avança para a Fase final |     | —   | 3–3 | 4–1 | 1–0 |
| 2   | Melbourne City | 9   | 6 | 2 | 3 | 1 | 8  | 6  | +2 |                          |     | 0–0 | —   | 1–1 | 0–1 |
| 3   | Zhejiang       | 7   | 6 | 2 | 1 | 3 | 9  | 13 | −4 |                          | 2–0 | 1–2 | —   | 3–2 |     |
| 4   | Buriram United | 6   | 6 | 2 | 0 | 4 | 9  | 10 | −1 |                          | 3–2 | 0–2 | 4–1 | —   |     |

### Grupo I
| Pos | Equipe             | Pts | J | V | E | D | GP | GC | SG  | Classificado             |     | KAW | ULS | JDT | BGP |
| --- | ------------------ | --- | - | - | - | - | -- | -- | --- | ------------------------ | --- | --- | --- | --- | --- |
| 1   | Kawasaki Frontale  | 16  | 6 | 5 | 1 | 0 | 17 | 6  | +11 | Avança para a Fase final |     | —   | 1–0 | 5–0 | 4–2 |
| 2   | Ulsan Hyundai      | 10  | 6 | 3 | 1 | 2 | 12 | 8  | +4  | Avança para a Fase final |     | 2–2 | —   | 3–1 | 3–1 |
| 3   | Johor Darul Ta'zim | 9   | 6 | 3 | 0 | 3 | 11 | 13 | −2  |                          |     | 0–1 | 2–1 | —   | 4–1 |
| 4   | BG Pathum United   | 0   | 6 | 0 | 0 | 6 | 9  | 22 | −13 |                          | 2–4 | 1–3 | 2–4 | —   |     |

### Grupo J
| Pos | Equipe             | Pts | J | V | E | D | GP | GC | SG | Classificado             |     | POH | URA | HAN | WUH |
| --- | ------------------ | --- | - | - | - | - | -- | -- | -- | ------------------------ | --- | --- | --- | --- | --- |
| 1   | Pohang Steelers    | 16  | 6 | 5 | 1 | 0 | 14 | 5  | +9 | Avança para a Fase final |     | —   | 2–1 | 2–0 | 3–1 |
| 2   | Urawa Red Diamonds | 7   | 6 | 2 | 1 | 3 | 12 | 9  | +3 |                          |     | 0–2 | —   | 6–0 | 2–1 |
| 3   | Hanoi              | 6   | 6 | 2 | 0 | 4 | 7  | 16 | −9 |                          | 2–4 | 2–1 | —   | 2–1 |     |
| 4   | Wuhan Three Towns  | 5   | 6 | 1 | 2 | 3 | 8  | 11 | −3 |                          | 1–1 | 2–2 | 2–1 | —   |     |

### Melhores segundos colocados

#### Ásia Ocidental
| Pos | Grp | Equipe     | Pts | J | V | E | D | GP | GC | SG | Classificado             |
| --- | --- | ---------- | --- | - | - | - | - | -- | -- | -- | ------------------------ |
| 1   | D   | Navbahor   | 13  | 6 | 4 | 1 | 1 | 11 | 6  | +5 | Avança para a Fase final |
| 2   | C   | Sepahan    | 10  | 6 | 3 | 1 | 2 | 16 | 8  | +8 | Avança para a Fase final |
| 3   | A   | Al-Fayha   | 9   | 6 | 3 | 0 | 3 | 12 | 10 | +2 | Avança para a Fase final |
| 4   | B   | Al Sadd    | 8   | 6 | 2 | 2 | 2 | 11 | 7  | +4 |                          |
| 5   | E   | Persepolis | 8   | 6 | 2 | 2 | 2 | 5  | 5  | 0  |                          |

#### Ásia Oriental
| Pos | Grp | Equipe                 | Pts | J | V | E | D | GP | GC | SG | Classificado             |
| --- | --- | ---------------------- | --- | - | - | - | - | -- | -- | -- | ------------------------ |
| 1   | G   | Shandong Taishan       | 12  | 6 | 4 | 0 | 2 | 14 | 7  | +7 | Avança para a Fase final |
| 2   | F   | Jeonbuk Hyundai Motors | 12  | 6 | 4 | 0 | 2 | 12 | 9  | +3 | Avança para a Fase final |
| 3   | I   | Ulsan Hyundai          | 10  | 6 | 3 | 1 | 2 | 12 | 8  | +4 | Avança para a Fase final |
| 4   | H   | Melbourne City         | 9   | 6 | 2 | 3 | 1 | 8  | 6  | +2 |                          |
| 5   | J   | Urawa Red Diamonds     | 7   | 6 | 2 | 1 | 3 | 12 | 9  | +3 |                          |

## Fase final
Os vencedores dos grupos e os três melhores segundos colocados da fase de grupos de cada região avançaram para as oitavas de final, com a Ásia Ocidental (Grupos A – E) e a Ásia Oriental ( Grupos F – J) com oito equipes qualificadas.

### Equipes classificadas
| Região         | Grupo | Líderes de grupos   | Vice líderes de grupos (três melhores de cada região) |
| -------------- | ----- | ------------------- | ----------------------------------------------------- |
| Ásia Ocidental | A     | Al Ain              | Al-Fayha                                              |
| Ásia Ocidental | B     | Nasaf               | —                                                     |
| Ásia Ocidental | C     | Al-Ittihad          | Sepahan                                               |
| Ásia Ocidental | D     | Al-Hilal            | Navbahor                                              |
| Ásia Ocidental | E     | Al-Nassr            | —                                                     |
| Ásia Oriental  | F     | Bangkok United      | Jeonbuk Hyundai Motors                                |
| Ásia Oriental  | G     | Yokohama F. Marinos | Shandong Taishan                                      |
| Ásia Oriental  | H     | Ventforet Kofu      | —                                                     |
| Ásia Oriental  | I     | Kawasaki Frontale   | Ulsan                                                 |
| Ásia Oriental  | J     | Pohang Steelers     | —                                                     |

### Esquema
|  | Oitavas de final          | Oitavas de final          | Oitavas de final     | Oitavas de final     |       |                        | Quartas de final | Quartas de final | Quartas de final | Quartas de final |  |        | Semifinais       | Semifinais       | Semifinais       | Semifinais       |        |   | Final           | Final           | Final           | Final           |
|  | 14 a 22 de fevereiro      | 14 a 22 de fevereiro      | 14 a 22 de fevereiro | 14 a 22 de fevereiro |       |                        | 4 a 13 de março  | 4 a 13 de março  | 4 a 13 de março  | 4 a 13 de março  |  |        | 16 a 24 de abril | 16 a 24 de abril | 16 a 24 de abril | 16 a 24 de abril |        |   | 11 e 25 de maio | 11 e 25 de maio | 11 e 25 de maio | 11 e 25 de maio |
|  |                           |                           |                      |                      |       |                        |                  |                  |                  |                  |  |        |                  |                  |                  |                  |        |   |                 |                 |                 |                 |
|  | Nasaf                     | 0                         | 1                    | 1                    |       |                        |                  |                  |                  |                  |  |        |                  |                  |                  |                  |        |   |                 |                 |                 |                 |
|  | Al Ain                    | 0                         | 2                    | 2                    |       |                        |                  |                  |                  |                  |  |        |                  |                  |                  |                  |        |   |                 |                 |                 |                 |
|  | Al Ain                    | 0                         | 2                    | 2                    |       | Al Ain (pen)           | 1                | 3                | 4 (3)            |                  |  |        |                  |                  |                  |                  |        |   |                 |                 |                 |                 |
|  |                           |                           |                      |                      |       | Al Ain (pen)           | 1                | 3                | 4 (3)            |                  |  |        |                  |                  |                  |                  |        |   |                 |                 |                 |                 |
|  |                           | Al-Nassr                  | 0                    | 4                    | 4 (1) |                        |                  |                  |                  |                  |  |        |                  |                  |                  |                  |        |   |                 |                 |                 |                 |
|  | Al-Fayha                  | Al-Nassr                  | 0                    | 4                    | 4 (1) | 0                      | 0                | 0                |                  |                  |  |        |                  |                  |                  |                  |        |   |                 |                 |                 |                 |
|  | Al-Fayha                  |                           |                      |                      |       | 0                      | 0                | 0                |                  |                  |  |        |                  |                  |                  |                  |        |   |                 |                 |                 |                 |
|  | Al-Nassr                  | 1                         | 2                    | 3                    |       |                        |                  |                  |                  |                  |  |        |                  |                  |                  |                  |        |   |                 |                 |                 |                 |
|  | Al-Nassr                  | 1                         | 2                    | 3                    |       |                        |                  |                  |                  |                  |  | Al Ain | 4                | 1                | 5                |                  |        |   |                 |                 |                 |                 |
|  |                           |                           |                      |                      |       |                        |                  |                  |                  |                  |  | Al Ain | 4                | 1                | 5                |                  |        |   |                 |                 |                 |                 |
|  |                           | Al-Hilal                  | 2                    | 2                    | 4     |                        |                  |                  |                  |                  |  |        |                  |                  |                  |                  |        |   |                 |                 |                 |                 |
|  | Sepahan                   | Al-Hilal                  | 2                    | 2                    | 4     | 1                      | 1                | 2                |                  |                  |  |        |                  |                  |                  |                  |        |   |                 |                 |                 |                 |
|  | Sepahan                   |                           |                      |                      |       | 1                      | 1                | 2                |                  |                  |  |        |                  |                  |                  |                  |        |   |                 |                 |                 |                 |
|  | Al-Hilal                  | 3                         | 3                    | 6                    |       |                        |                  |                  |                  |                  |  |        |                  |                  |                  |                  |        |   |                 |                 |                 |                 |
|  | Al-Hilal                  | 3                         | 3                    | 6                    |       | Al-Hilal               | 2                | 2                | 4                |                  |  |        |                  |                  |                  |                  |        |   |                 |                 |                 |                 |
|  |                           |                           |                      |                      |       | Al-Hilal               | 2                | 2                | 4                |                  |  |        |                  |                  |                  |                  |        |   |                 |                 |                 |                 |
|  |                           | Al-Ittihad                | 0                    | 0                    | 0     |                        |                  |                  |                  |                  |  |        |                  |                  |                  |                  |        |   |                 |                 |                 |                 |
|  | Navbahor                  | Al-Ittihad                | 0                    | 0                    | 0     | 0                      | 1                | 1                |                  |                  |  |        |                  |                  |                  |                  |        |   |                 |                 |                 |                 |
|  | Navbahor                  |                           |                      |                      |       | 0                      | 1                | 1                |                  |                  |  |        |                  |                  |                  |                  |        |   |                 |                 |                 |                 |
|  | Al-Ittihad                | 0                         | 2                    | 2                    |       |                        |                  |                  |                  |                  |  |        |                  |                  |                  |                  |        |   |                 |                 |                 |                 |
|  | Al-Ittihad                | 0                         | 2                    | 2                    |       |                        |                  |                  |                  |                  |  |        |                  |                  |                  |                  | Al Ain | 1 | 5               | 6               |                 |                 |
|  |                           |                           |                      |                      |       |                        |                  |                  |                  |                  |  |        |                  |                  |                  |                  |        | 1 | 5               | 6               |                 |                 |
|  |                           | Yokohama F. Marinos       | 2                    | 1                    | 3     |                        |                  |                  |                  |                  |  |        |                  |                  |                  |                  |        |   |                 |                 |                 |                 |
|  | Jeonbuk Hyundai Motors    | Yokohama F. Marinos       | 2                    | 1                    | 3     | 2                      | 1                | 3                |                  |                  |  |        |                  |                  |                  |                  |        |   |                 |                 |                 |                 |
|  | Jeonbuk Hyundai Motors    |                           |                      |                      |       | 2                      | 1                | 3                |                  |                  |  |        |                  |                  |                  |                  |        |   |                 |                 |                 |                 |
|  | Pohang Steelers           | 0                         | 1                    | 1                    |       |                        |                  |                  |                  |                  |  |        |                  |                  |                  |                  |        |   |                 |                 |                 |                 |
|  | Pohang Steelers           | 0                         | 1                    | 1                    |       | Jeonbuk Hyundai Motors | 1                | 0                | 1                |                  |  |        |                  |                  |                  |                  |        |   |                 |                 |                 |                 |
|  |                           |                           |                      |                      |       | Jeonbuk Hyundai Motors | 1                | 0                | 1                |                  |  |        |                  |                  |                  |                  |        |   |                 |                 |                 |                 |
|  |                           | Ulsan                     | 1                    | 1                    | 2     |                        |                  |                  |                  |                  |  |        |                  |                  |                  |                  |        |   |                 |                 |                 |                 |
|  | Ulsan                     | Ulsan                     | 1                    | 1                    | 2     | 3                      | 2                | 5                |                  |                  |  |        |                  |                  |                  |                  |        |   |                 |                 |                 |                 |
|  | Ulsan                     |                           |                      |                      |       | 3                      | 2                | 5                |                  |                  |  |        |                  |                  |                  |                  |        |   |                 |                 |                 |                 |
|  | Ventforet Kofu            | 0                         | 1                    | 1                    |       |                        |                  |                  |                  |                  |  |        |                  |                  |                  |                  |        |   |                 |                 |                 |                 |
|  | Ventforet Kofu            | 0                         | 1                    | 1                    |       |                        |                  |                  |                  |                  |  | Ulsan  | 1                | 2                | 3 (4)            |                  |        |   |                 |                 |                 |                 |
|  |                           |                           |                      |                      |       |                        |                  |                  |                  |                  |  | Ulsan  | 1                | 2                | 3 (4)            |                  |        |   |                 |                 |                 |                 |
|  |                           | Yokohama F. Marinos (pen) | 0                    | 3                    | 3 (5) |                        |                  |                  |                  |                  |  |        |                  |                  |                  |                  |        |   |                 |                 |                 |                 |
|  | Shandong Taishan          | Yokohama F. Marinos (pen) | 0                    | 3                    | 3 (5) | 2                      | 4                | 6                |                  |                  |  |        |                  |                  |                  |                  |        |   |                 |                 |                 |                 |
|  | Shandong Taishan          |                           |                      |                      |       | 2                      | 4                | 6                |                  |                  |  |        |                  |                  |                  |                  |        |   |                 |                 |                 |                 |
|  | Kawasaki Frontale         | 3                         | 2                    | 5                    |       |                        |                  |                  |                  |                  |  |        |                  |                  |                  |                  |        |   |                 |                 |                 |                 |
|  | Kawasaki Frontale         | 3                         | 2                    | 5                    |       | Shandong Taishan       | 1                | 0                | 1                |                  |  |        |                  |                  |                  |                  |        |   |                 |                 |                 |                 |
|  |                           |                           |                      |                      |       | Shandong Taishan       | 1                | 0                | 1                |                  |  |        |                  |                  |                  |                  |        |   |                 |                 |                 |                 |
|  |                           | Yokohama F. Marinos       | 2                    | 1                    | 3     |                        |                  |                  |                  |                  |  |        |                  |                  |                  |                  |        |   |                 |                 |                 |                 |
|  | Bangkok United            | Yokohama F. Marinos       | 2                    | 1                    | 3     | 2                      | 0                | 2                |                  |                  |  |        |                  |                  |                  |                  |        |   |                 |                 |                 |                 |
|  | Bangkok United            |                           |                      |                      |       | 2                      | 0                | 2                |                  |                  |  |        |                  |                  |                  |                  |        |   |                 |                 |                 |                 |
|  | Yokohama F. Marinos (pro) | 2                         | 1                    | 3                    |       |                        |                  |                  |                  |                  |  |        |                  |                  |                  |                  |        |   |                 |                 |                 |                 |

### Oitavas de finais
| Equipe 1 | Total | Equipe 2   | 1.º jogo | 2.º jogo |
| -------- | ----- | ---------- | -------- | -------- |
| Nasaf    | 1–2   | Al Ain     | 0–0      | 1–2      |
| Al-Fayha | 0–3   | Al-Nassr   | 0–1      | 0–2      |
| Sepahan  | 2–6   | Al-Hilal   | 1–3      | 1–3      |
| Navbahor | 1–2   | Al-Ittihad | 0–0      | 1–2      |

| Equipe 1               | Total | Equipe 2            | 1.º jogo | 2.º jogo |
| ---------------------- | ----- | ------------------- | -------- | -------- |
| Jeonbuk Hyundai Motors | 3–1   | Pohang Steelers     | 2–0      | 1–1      |
| Ulsan                  | 5–1   | Ventforet Kofu      | 3–0      | 2–1      |
| Shandong Taishan       | 6–5   | Kawasaki Frontale   | 2–3      | 4–2      |
| Bangkok United         | 2–3   | Yokohama F. Marinos | 2–2      | 0–1      |

### Quartas de finais
| Equipe 1 | Total       | Equipe 2   | 1.º jogo | 2.º jogo |
| -------- | ----------- | ---------- | -------- | -------- |
| Al Ain   | 4–4 (3–1 p) | Al-Nassr   | 1–0      | 3–4      |
| Al-Hilal | 4–0         | Al-Ittihad | 2–0      | 2–0      |

| Equipe 1               | Total | Equipe 2            | 1.º jogo | 2.º jogo |
| ---------------------- | ----- | ------------------- | -------- | -------- |
| Jeonbuk Hyundai Motors | 1–2   | Ulsan               | 1–1      | 0–1      |
| Shandong Taishan       | 1–3   | Yokohama F. Marinos | 1–2      | 0–1      |

### Semifinais
| Equipe 1 | Total | Equipe 2 | 1.º jogo | 2.º jogo |
| -------- | ----- | -------- | -------- | -------- |
| Al Ain   | 5–4   | Al-Hilal | 4–2      | 1–2      |

| Equipe 1 | Total       | Equipe 2            | 1.º jogo | 2.º jogo |
| -------- | ----------- | ------------------- | -------- | -------- |
| Ulsan    | 3–3 (4–5 p) | Yokohama F. Marinos | 1–0      | 2–3      |

### Final
A partida de ida foi sediada pela equipe da Ásia Oriental e a partida de volta na Ásia Ocidental.
| Equipe 1            | Total | Equipe 2 | 1.º jogo | 2.º jogo |
| ------------------- | ----- | -------- | -------- | -------- |
| Yokohama F. Marinos | 3–6   | Al Ain   | 2–1      | 1–5      |

#### Partida de ida
| 11 de maio de 2024 | Yokohama F. Marinos       | 2 – 1     | Al Ain         | Estádio Internacional de Yokohama, Yokohama |
| 19:00 (UTC+9)      | Uenaka 72' · Watanabe 84' | Relatório | 12' Al-Balushi | Público: 53 704 Árbitro: QAT Salman Falahi  |

#### Partida de volta
| 25 de maio de 2024 | Al Ain                                              | 5 – 1     | Yokohama F. Marinos | Estádio Hazza bin Zayed, Al Ain              |
| 20:00 (UTC+4)      | Rahimi 8', 67' · Kaku 33' (pen) · Laba 90+1', 90+5' | Relatório | 40' Yan             | Público: 24 826 Árbitro: UZB Ilgiz Tantashev |

## Artilharia
Esses são os principais artilheiros da competição. Gols da fase preliminar e dos play-offs não são considerados, de acordo com o regulamento da AFC.
| Pos. | Jogador             | Equipe              | Gols[carece de fontes?] |
| ---- | ------------------- | ------------------- | ----------------------- |
| 1    | Soufiane Rahimi     | Al Ain              | 13                      |
| 2    | Aleksandar Mitrović | Al-Hilal            | 8                       |
| 2    | Cryzan              | Shandong Taishan    | 8                       |
| 2    | Kodjo Fo-Doh Laba   | Al Ain              | 8                       |
| 5    | Anderson Lopes      | Yokohama F. Marinos | 6                       |
| 5    | Anderson Talisca    | Al-Nassr            | 6                       |
| 5    | Cristiano Ronaldo   | Al-Nassr            | 6                       |
| 5    | Salem Al-Dawsari    | Al-Hilal            | 6                       |

## Maiores públicos
Esses são os dez maiores públicos do campeonato:
| Nº | Público | Mandante            | Placar | Visitante           | Estádio        | Data            | Fase    | Ref.   |
| -- | ------- | ------------------- | ------ | ------------------- | -------------- | --------------- | ------- | ------ |
| 1  | 61 265  | Sepahan             | 1–3    | Al-Hilal            | Naghsh-e Jahan | 15 de fevereiro | Oitavas | [ 7 ]  |
| 2  | 53 704  | Yokohama F. Marinos | 2–1    | Al Ain              | Nissan Stadium | 11 de maio      | Final   | [ 8 ]  |
| 3  | 53 185  | Persepolis          | 1–2    | Al-Duhail           | Azadi          | 5 de dezembro   | Grupo E | [ 9 ]  |
| 4  | 47 667  | Shandong Taishan    | 1–2    | Yokohama F. Marinos | Xiliu          | 6 de março      | Quartas | [ 10 ] |
| 5  | 46 273  | Shandong Taishan    | 2–3    | Kawasaki Frontale   | Xiliu          | 13 de fevereiro | Oitavas | [ 11 ] |
| 6  | 43 783  | Shandong Taishan    | 0–1    | Yokohama F. Marinos | Xiliu          | 3 de outubro    | Grupo G | [ 12 ] |
| 7  | 42 375  | Al-Ittihad          | 0–2    | Al-Hilal            | Rei Abdullah   | 12 de março     | Quartas | [ 13 ] |
| 8  | 36 528  | Al-Duhail           | 2–3    | Al-Nassr            | Khalifa        | 7 de novembro   | Grupo E | [ 14 ] |
| 9  | 36 450  | Persepolis          | 2–0    | Istiklol            | Azadi          | 24 de outubro   | Grupo E | [ 15 ] |
| 10 | 34 850  | Nassaji Mazandaran  | 0–3    | Al-Hilal            | Azadi          | 3 de outubro    | Grupo D | [ 16 ] |